# Palaeotanais quenstedti
Palaeotanais quenstedti is een naaldkreeftjessoort . De wetenschappelijke naam van de soort is voor het eerst geldig gepubliceerd in 1936 door Reiff.